# Joseph Paxson Iddings
Joseph Paxson Iddings (Baltimora, 1857 – Maryland, 1920) è stato un geologo statunitense.
Petrografo per conto dell'Ufficio geologico degli Stati Uniti d'America, ottenne presto la cattedra all'Università di Chicago.
Iddings è specialmente noto per aver elaborato una classificazione petrografica delle rocce eruttive.